# Medborgardemokraterna
Medborgardemokraterna (tjeckiska: Občanská demokratická strana, ODS) är ett liberalkonservativt och lätt euroskeptiskt politiskt parti i Tjeckien. Partiet erhöll 34 mandat i deputeradekammaren i parlamentsvalet 2021 och är därmed det näst största partiet i landets parlament. Det är det enda partiet i Tjeckien som funnits representerat i parlamentet hela tiden sedan landets självständighet från Tjeckoslovakien år 1993.
Partiet grundades år 1991 som en marknadsliberal del inom den politiska rörelsen Medborgarforum, av Václav Klaus, och med det brittiska Konservativa partiet som förebild. Partiet vann parlamentsvalet 1992 och har innehaft regeringsperioder under den största delen av tiden efter Tjeckiens självständighet. I varje val (förutom parlamentsvalet 2013) blev partiet ett av de två största partierna. Václav Klaus var Tjeckiens förste premiärminister, efter självständigheten från Tjeckoslovakien, från 1993 till 1997. Mirek Topolánek efterträdde Klaus som partiledare år 2003 och var därefter premiärminister från 2006 till 2009. I parlamentsvalet 2010 blev partiet det näst största i parlamentet med kunde ändå bilda regering, nu med Petr Nečas som premiärminister. I parlamentsvalet 2013 marginaliserades partiet genom att vinna enbart 16 av 200 mandat i parlamentet. Som en följd av detta var partiet i opposition från juli 2013 till december 2021. I parlamentsvalet 2017 återhämtade partiet sig något och med 25 mandat blev partiet åter det näst största i parlamentet. Partiet leds sedan av 2014 av Petr Fiala, som också är premiärminister sedan december 2021.
Partiet är medlem av Internationella demokratiska unionen och var medgrundare, tillsammans med det brittiska Konservativa partiet, till både Europeiska konservativa och reformister (ECR) och Gruppen Europeiska konservativa och reformister i Europaparlamentet.

## Partiledare
|   | Namn            | Porträtt | Tillträde        | Avgick           |
| - | --------------- | -------- | ---------------- | ---------------- |
| 1 | Václav Klaus    |          | 21 april 1991    | 15 december 2002 |
| 2 | Mirek Topolánek |          | 15 december 2002 | 13 april 2010    |
| 3 | Petr Nečas      |          | 20 june 2010     | 17 juli 2013     |
| 4 | Petr Fiala      |          | 18 januari 2014  | Nuvarande        |

- Endast av partikongress valda partiledare finns med i listan.

## Valresultat (deputeradekammaren)
| År   | Partiledare       | Antal röster | Antal röster % | Mandat    | +/-  | Placering | Notering                                                                           | Utfall     |
| ---- | ----------------- | ------------ | -------------- | --------- | ---- | --------- | ---------------------------------------------------------------------------------- | ---------- |
| 1992 | Václav Klaus      | 1,924,483    | 29,7 procent   | 66 av 200 | ▲ 33 | 1 ▲       | Koalitionsregering med KDU-ČSL.                                                    | Koalition  |
| 1996 | Václav Klaus      | 1,794,560    | 29,6 procent   | 68 av 200 | ▲ 2  | 1 ▬       | Minoritetsregering med stöd av ČSSD.                                               | Minoritet  |
| 1998 | Václav Klaus      | 1,656,011    | 27,7 procent   | 63 av 200 | ▼ 5  | 2 ▼       | Stöttade en minoritetsregering bestående av ČSSD.                                  | Stödparti  |
| 2002 | Václav Klaus      | 1,166,975    | 24,5 procent   | 58 av 200 | ▼ 5  | 2 ▬       | Main opposition party.                                                             | Opposition |
| 2006 | Mirek Topolánek   | 1,892,475    | 35,3 procent   | 81 av 200 | ▲ 23 | 1 ▲       | Minoritetsregering 2006, därefter koalitionsregering med KDU-ČSL och SZ 2007–2009. | Koalition  |
| 2010 | Petr Nečas        | 1,057,792    | 20,2 procent   | 53 av 200 | ▼ 28 | 2 ▼       | Koalitionsregering med TOP 09 och VV/LIDEM.                                        | Koalition  |
| 2013 | Miroslava Němcová | 384,174      | 7,7 procent    | 16 av 200 | ▼ 37 | 5 ▼       | Opposition                                                                         | Opposition |
| 2017 | Petr Fiala        | 572,962      | 11,3 procent   | 25 av 200 | ▲ 9  | 2 ▲       | Opposition                                                                         | Opposition |
| 2021 | Petr Fiala        | 1,493,701    | 27,8 procent   | 34 av 200 | ▲ 9  | 1 ▲       | Koalitionsregering med KDU-ČSL, TOP 09, Piráti och STAN.                           | Koalition  |